# ХИМАРС
M142 Високо мобилни артиљериски ракетни систем (HIMARS; енгл. High Mobility Artillery Rocket System) је лаки вишецевни бацач ракета развијен касних 1990-их за војску Сједињених Америчких Држава и монтиран на стандардну основу камиона М1140 у служби америчке војске.
М142 на себи носи један лансирни контејнер са шест ГМЛРС ракета или једним АТАЦМС пројектилом на свом новом моделу камиона америчке војске од пет тона са ознаком (ФМТВ), и поседује могућност лансирања читаве палете различите муниције конструисане за вишеструко лансирање са ракетних система (МФОМ). Ракете за систем М142 у случају потребе могу бити замењене и ракетама које користи ракетни систем М270 МЛРС јер су му и оне компатибилне; међутим, има могућност за ношење само једног лансирног контејнера, уместо стандардна два која су предвиђена за ракетни систем М270 као и његове остале варијанте.
Лансер се може транспортовати авионом Локед Ц-130 Херкулес. Шасију је у почетку производила фирма БАЕ Системс Мобилни и заштитни системи (раније Армор Холдинг Аеросејс енд Дифенс Груп Тактикал Венчил Системс Дивижн), као оригинални произвођач опреме за ФМТВ. Произвела га је корпорација Ошкош од 2010. до 2017. године. И шасију и систем за лансирање тренутно производи компанија Локид Мартин ракете и контрола ватре у Камдену, Арканзас.

## Дизајн
Артиљеријски ракетни систем високе покретљивости М142 (ХИМАРС) је верзија вишецевног ракетног система М270 (МЛРС) са погоном на точковима. М142 поседује један контејнер са ракетама, који је по својој конструкцији идентичан контејнерима које користи систем М270. Прозори лансера су направљени од стакла и одређеног броја слојева сафира.
М142 је такође тестиран и као заједнички лансер како за артиљеријске ракете тако иза варијанту ракета СЛАМРААМ са површинским лансирањем,која представља једну ов варијанти АМРААМ против авионских ракета.
У октобру 2017. године, морнарички корпус вишецевних бацача М142 испалио је ракету док се налазио на мору по копненој мети,као и по први пут са палубе амфибијског транспортног дока УСС Енкориџ,чиме је демонстрирао способност система за функционисање за време свог дежурства на бродовима као и способност да отвара врло прецизну ватру са веће удаљености по противничким снагама које бране своју обалу. Софтвер за циљање са возила унапређен је тако да ракетни систем може боље да гађа док се налази на платформи за лансирање која се стално креће и маневрише.

## Историја употребе

### Авганистан и Блиски исток
Дана 14. фебруара 2010. године, Међународне безбедносне снаге за помоћ (ИСАФ) за Авганистан навеле су у свом саопштењу за штампу као се верује да су две ракете испаљене из система М142 пале на 300 метара од свог циљаног места, и притом усмртиле 12 цивила за време војне операције Моштарак. ИСАФ је том приликом обуставио употребу система М142 до окончања потпуне истраге везане за узроке овог инцидента. Један Британски официр је касније изјавио да су ракете погодиле задату мету, и да су споменуту мету талибани користили приликом својих дејства и да је због тог разлога, овај систем поново враћен у употребу. Извештаји су указивали на то да је смрт цивила настала услед тога што су били употребљени као живи штита од стране талибана; као и да присуство цивила на тој локацији није било познато снагама под командом ИСАФ-а. Према извештају из Њујорк тајмса од 21. октобра 2010. систем М142 (ХИМАРС) употребљаван је и током НАТО офанзиве у Кандахару за гађање скровишта у којима су се налазили талибански команданти, при чему су многи од њих били приморани да побегну у Пакистан, макар на одређено време.
У новембру 2015. године, америчка војска је открила да је извршила распоређивање својих система М142 у Ираку, и том приликом испалила најмање 400 ракета на циљеве Исламске државе (ИСИЛ) од почетка тог лета. Одреди опремљени системима М142 (ХИМАРС) послати су на борбено дежурство у ваздушну базу Ел Асад и ваздухопловну базу Ел Такадум у провинцији Ел Анбар. Током 4. марта 2016. године, ракетни систем М142 (ХИМАРС) у саставу америчке војске први пут је почео да испаљује ракете на територију Сирије у знак подршке сиријским побуњеницима који се према њиховим наводима борили против ИСИЛ-а, и то са лансера који су се у то време налазили у суседном Јордану.
У јануару 2016, Локид Мартин је објавио да је М142 (ХИМАРС) остварио 1 милион оперативних сати рада у сатаву америчких оружаних снага, при чему је приказо завидну стопу оперативне спремности од 99 одсто.
Дана 26. априла 2016, је објављено је како ће САД распоредити своје системе М142(ХИМАРС) у Турској у близини њене границе са суседном Сиријом у оквиру своје борбе против ИСИЛ-а. Почетком септембра исте године, страни медији и амерички Стејт департмент известили су да је недавно распоређени М142 (ХИМАРС) извршио гађање мета ИСИЛ-а, на територији Сирији, у близини турске границе.
У октобру 2016, ракетни системи М142 (ХИМАРС) били су распоређени на аеродрому Кајара Запад, што је око 65 km (40 mi) јужно од Мосула, одакле су приликом свог дејствовања узели свог учешћа у бици за Мосул.
Током  14. јуна 2017, ракетни систем М142 (ХИМАРС) био је распоређен војној бази у Ел Танфу у Сирији како би пружио ватрену подршку побуњеницима, које су подржавале САД на територији те области.
Током  24. маја 2018, у нападу ракетним системима М142 (ХИМАРС) убијено је 50 талибанских бораца и вођа у месту Муса Кала, на територији Авганистана. У року од 14 секунд три ракете су погодиле зграду,која је била означена за мету.
У септембру 2018. године, америчке снаге за подршку оствариле су координацију свог деловање са Сиријским демократским снагама које су се наводно бориле како би поразиле ИСИС у источној Сирији у током војних дејства у месту Деир ез-Зор, при чему је понекад извршавала гађање положаје ИСИС-а ракетама ГМЛРС по 30 пута на дан. Системи М142 који су коришћени у овој операцији подршке налазили су се током гађања на нафтним пољима Омар, неких 25 km (16 mi) северно од циљева које је контролисао ИСИС.

### Украјина
САД су 31. маја 2022. год објавиле да ће испоручивати лансере М142 (ХИМАРС) Украјини са ГМЛРС унитарним ракетама под ознаком М31. Сутрадан је јављено да ће САД-послати четири јединице овог система. Подсекретар министарства одбране за политику Колин Хал изјавио је да ће САД бити у могућности да пошаљу још ових ракетних система система у зависности од тога како се борбе даље буду одвијале. први ХИМАРС стигао је у Украјину 23. јуна, према тврдњама украјинског министра одбране Олексија Резникова. Украјина је од 25. јуна 2022. почела да примењује овај систем против руских снага током Специјалне руске војне операције у Украјини 2022. Према речима начелника украјинског Генералштаба Валерија Залужњег, „Артиљерци Оружаних снага Украјине су погодили … војне циљеве непријатеља на нашој, украјинској, територији“. Украјинска војска је тврдила да је у овом свом првом удару,који је према њиховим наводима био усмерен на руску базу у Изјуму, погинуло преко 40 војника. Исти систем наоружања је према не потврђеним наводима неутралисао руског пуковника Андреја Васиљева, команданта елитног падобранског пука ВДВ. Један дан раније је најављено да ће друга серија од четири Химариса бити испоручена средином јула.
Русија је у јуну 2022. саопштила да су М270 МЛРС и М142 ХИМАРС најопасније и најспособније оружје које је тренутно доступно украјинским оружаним снагама и да је од виталног значаја за руске оружане снаге и да је руским војницима императив да их збришу односно униште одмах, на првим тачкама њиховог пријема на територији Украјине. Резервни официр ракетних и артиљеријских трупа оружаних снага Русије у коментару за руске државне медије потврдио је да су ови системи са руске тачке гледишта најопасније и најспособније оружје које је доступно украјинским оружаним снагама, и рекао да се муниција испаљена ових система може открити у њеном самом лету и уништити,напредним системима противваздушне одбране којима Русија управља у Украјини (као што су С-300, С-350, С-400, Бук, Тор-М2, Панцир-С и Тунгуска), ако буду били правилно организовани и размештени за дочек потенцијалних ракетних удара и других пројектила, и да се то може учинити уз озбиљну обуку. Он је рекао да је тренутно нереално ометати ракете навођене ГПС-ом, док су неки други извор изјавили да ове ракете лете пребрзо и прениско да би их руска ПВО пресрела, али су се на крају ови наводи испоставили нетачним услед ефикасног дејства руских ПВО система.
Током  1. јула, један амерички безбедносни званичник изјавио је пред новинарима, да је Украјина користила систем за уништавање руских командних места: „одабирући мете, а затим их прецизно гађајући… деградирајући руске способности“, што је руска страна демантовала учинковитим дејством ПВО одбране. Залужниј је 18. јула изјавио: „Важан фактор који доприноси нашем задржавању одбрамбених линија и положаја је благовремени долазак ракетних система М142 ХИМАРС, који наносе хируршке ударе на непријатељске контролне пунктове, складишта муниције и горива.
Недуго затим била је најављена нова испорука од још четири система 8. јула; при чему је вишенедељни процес обуке украјинских трупа за коришћење овог борбеног система постао ограничавајући фактор, због чега се они и испоручују у серијама од по четири јединице. САД су забраниле Украјини да испаљује ракете ХИМАРС на руску територију како би избегла ескалацију сукоба, али су им рекли да су руске снаге у Украјини су легитимне мете.. Четврта група од четири система била је најављена 20. јула, чиме је укупан број ХИМАРС-а упућених Украјини порастао на 16. Украјински министар одбране Резников је тврдио да је његовој земљи потребно „најмање 100“ ових система и да је до тог момента уз помоћ осам оваквих система уништено и до 30 командних станица и складишта муниције, као и да је тиме наводно постигнуто смањење интензитета руског гранатирања и успорено њихово напредовање. У том саопштењу откривено је да је испоручени број система достигао број од 12 лансера.
Серхи Братчук, главни портпарол Одеске регионалне државне администрације, написао је на свом Телеграм каналу да је украјинска ракета ХИМАРС уништила руски воз који је током 30. јула са Крима стигао на железничку станицу Бриливка у Херсонској области, уништивши том приликом 40 аутомобила, и усмртивши 80 и ранивши 200 руски војника. При том је навео да су погинули и машиновође и инжењери који су се налазили у самом у возу, иако Украјинци тврде да је посада била запослена у руским, а не украјинским железницама.
Према наводима неких од западних извора могло се закључити да је испорука ових ракетних система започела много пре Специјалне руске војне интервенције у Украјини и да се само чекао погодан тренутак за објављивање информација како су они упућени Украјини у току операције, али да су се заправо цело време налазили у складиштима Украјинске војске.

## Ракете и пројектили
Систем М142 може да испаљује следеће ракете и пројектиле:

### МЛРС
Ракете М28 су варијанта невођених ракета М26 система М270. Сваки контејнер за смештање ракета садржи 6 идентичних ракета.
- М28 вежбе ракете. Варијанта М26 са три теретна контејнера и три контејнера за обележавање димом уместо корисног терета подмуниције.
- М28А1 ракета за вежбање са смањеним дометом (РРПР) са тупим носом. Домет смањен на 9 km (5,6 mi).
- М28А2 Нискобуџетна ракета за вежбање смањеног домета (ЛЦРРПР) са тупим носом. Домет смањен на 9 km (5,6 mi)

### ГМЛРС
ГМЛРС ракете имају проширен домет и допуњују рад свог Инерцијалног навигационог система, ГПС прецизним сателитским навођењем. ГМЛРС ракете уведене су у употребу  2005. године при чему су ракете М30 и М31, уз изузетак својих бојевих глава,потпуно идентичне. Од 1. децембра 2021. произведено је 50.000 ГМЛРС ракета, са годишњом производњом која сада превазилази 9.000 ракета. Сваки контејнер за смештај бојевог терета садржи 6 идентичних ракета.
- Ракете М30 у себи носе 404 комада касетне ДПИЦМ М101 подмуниције. Домета: 15–92 км (9,3–57,2 миљ). Произведено је 3.936 комада ових ракета између 2004. и 2009. године, производња ове муниције обустављена је у корист М30А1. Преостале ракете М30 замењују се модернизованим верзијама са бојевом главом М30А1 или М31А1.[56]
- Ракете М30А1 са алтернативном бојевом главом (АВ). Домета: 15–92 км (9,3–57,2 миљ). ГМЛРС ракета која замењује подмуницију М30 са приближно 182.000 претходно сачињених фрагмената волфрама за извођење дејстава на подручје без неексплодираних убојних средстава.[59] У серијску производњу је ушла  2015. год.[56]

 Ова бојева глава је супериорна не само зато што не користи касетну муницију, већ је у свом дејству супериорнија и од нормалног високоексплозивног пројектила: „Висока експлозивност пројектила веома је импресивна јер производи велику експлозију и велике комаде гелера, али овај пројектил са доста мањих ударних делова покрива много већу површину.“.
- Ракете М30А2 са алтернативном бојевом главом (АВ). Домета: 15–92 км (9,3–57,2 миљ). Је побољшани пројектил М30А1 са системом за погон неосетљиве муниције (ИМПС). Само у варијанти М30 налази се у производњи од 2019. год.[61]
- М31 ракете са 200 лб (91 кг)са високоексплозивном унитарном бојевом главом. Домета: 15–92 км (9,3–57,2 миљ). Ушла је у производњу 2005. Бојеву главу ове ракете производи фирма General Dynamics а у себи садржи 51 фунту (23 кг) високог експлозива ПБКС-109 у својој челичној кутији за фрагментацију.[62]
- М31А1 су ракете са 200 лб (91 кг) са високоексплозивном јединственом бојевом главом. Домета: 15–92 км (9,3–57,2 ми). Унапређена као М31.
- М31А2 су ракете са 200 лб (91 кг)са високоексплозивном унитарном бојевом главом. Домета: 15–92 км (9,3–57,2 ми). Је побољшани М31А1 са системом за погон неосетљиве муниције (ИМПС). Само варијанта М31 у производњи од 2019.
- ЕР ГМЛРС су ракете са проширеним дометом до 150 km (93 mi).[63] Ове ракете користе ракетни мотор мало увећаних димензија, новодизајнирани труп и навођење на репу, док и даље ови ракетни системи задржавају шест ракета по сваком контејнеру. У будућности ће бити произвођена како у унитарној тако и АВ варијанти.[64] Први успешан пробни лет ЕР ГМЛРС-а извршен је у марту 2021. године.[65] Локед Мартин предвиђа да ће ЕР придодати својој производној линији током евентуалне доделе уговора за фискалну 2023. годину и притом планира да организује производњу нове ракете у свом постројењу у Камдену. Пуна оперативна способност планирана је за 2025. годину.[66] Финска је 2022. године постала први страни купац који је наручио ракете ЕР ГМЛРС за овај систем.[67]

### АТАЦМС
Армијски тактички ракетни систем (АТАЦМС) је серија ракета земља-земља калибра 610 мм (ССМ) са дометом до 300 km (190 mi). Свака ракетна јединица садржи једну АТАЦМС ракету. Од 2022. у арсеналу америчке војске остаће само М48, М57 и М57Е1.
- М39 (АТАЦМС БЛОК I) ракета из ове породице ракета са инерцијалним навођењем. Ова ракета у себи носи 950 противпешадијских и противматеријалних (АПАМ) бомби М74. Домета: 25–165 км (16–103 миље). Око 1.650 комада ракета М39 произведено је између 1990. и 1997. године, након чега је производња престала у корист М39А1. Током Пустињске олује на Ирачке мете испаљене су 32 ракете М39, а током операције Ирачка слобода испаљено је још око 379 ракета модела М39.[56][57] Преостале ракете М39 модернизују су у ракете М57Е1.[68][69] Ракета М39 је једина из породице АТАЦМС варијанти ракета, коју могу испаљивати све варијанте ракетних система М270 и М142.
- М39А1 (АТАЦМС БЛОК IA) је пројектил са ГПС-потпомогнутим навођењем на мету. Ова ракета носи око 300 комада М74 АПАМ бомби. Поседује пројектиле домета: 20–300 км (12–186 миља). 610 комада М39А1 произведено је у периоду између 1997. и 2003. год. Током операције Ирачка слобода 74 примерака ракета са ознакама М39А1 је испаљено на ирачке војне циљеве. Преостале ракете М39А1 модернизују се на стандард ракете М57Е1. Ракете М39А1 као и сви накнадно уведени пројектили АТАЦМС могу се користити само на лансерима ракета М270А1 (или њиховим варијантама) и М142.
- М48 (АТАЦМС Квик Реакшн Јунитари; КРЈ) је пројектил са ГПС-потпомогнутим навођењем. Ова ракета носи 500 лб ВДУ-18/Б пенетрирајућу високоексплозивну фрагментациону бојеву главу противбродске ракете Америчке морнарице Харпун. Поседује домет у распону: 70–300 км (43–186 миља). Око 176 ракете М48 је произведено у период између 2001. и 2004. године, након чега је производња окончана у корист модела М57. Током Операције Ирачка слобода[56][57] 16 комада ракета М48 је испаљено на ирачке циљеве; још 42 ракете М48 испаљене су током операције Трајна слобода. Преостале ракете М48 остале су до даљњег у арсеналу војске САД и америчког маринског корпуса.
- М57 (АТАЦМС ТАЦМС 2000) је пројектил са ГПС-потпомогнутим навођењем. Ова ракета носи исту бојеву главу ВДУ-18/Б као и М48. Има домет: 70–300 км (43–186 миља). Око 513 јединица ракете М57 произведено је у периоду између 2004. и 2013. године.[56][57]
- М57Е1 (АТАЦМС модификација; МОД) је ракета са ГПС-потпомогнутим навођењем. М57Е1 је ознака за унапређене верзије ракета са ознакама М39 и М39А1 са унапређеним мотором, модернизованим софтвером и хардвером за навигацију и навођење, и ВДУ-18/Б јединственом бојевом главом уместо М74 АПАМ бомби. Модел М57Е1 АТАЦМС МОД такође поседује сензор за процену близине циљу, који омогућава правовремену експлозију на одређеној висини.[68] Производња је почела 2017. године са почетном наруџбом за 220 јединица надограђених пројектила М57Е1.[56][57] Планирано је да се овај програм оконча 2024. године увођењем нових Прецизних ударних пројектила (ПУП), којим ће бити замењене ракете из породице АТАЦМС у америчком војном арсеналу.

### ПУР
Прецизне ударне ракете (ПУР)представљају нову породицу ракета навођених ГПС-ом, које ће почети да замењују ракете АТАЦМС 2024. год. ПУР носи нову дизајнирану бојеву главу са значајним ефектима на подручја удар и поседује домет од 60–499 км (37–310 миља). Ракете ПУР могу се лансирати са ракетних система М270А2 и М142, са ракетним контејнерима које садрже 2 ракете. Од 2022. ПУР је у фази почетне производње са ниском стопом од 110 ракета које су испоручене америчкој војсци током текуће године. Ракете ПУР ће оперативну службу бити уведене од 2023. године.

## Спецификације
| Посада         | 3: митраљезац, возач, командир лансера                                          |
| Тежина         | 16.200 kg (35.800 lb)                                                           |
| Дужина         | 7 m (23 ft)                                                                     |
| Ширина         | 2,4 m (7 ft 10 in)                                                              |
| Висина         | 3,2 мm (10 ft)                                                                   |
| Досег возила   | 480 km (300 mi)                                                                 |
| Брзина на путу | 85 km/h (53 mph)                                                                |
| Наоружање      | 1 контејнер са 6 комада ракета M30/M31 серије GMLRS ракета или 1 АТAЦМС ракетом |

## Повезани догађаји
Локед Мартин УК и ИНСИС су заједничким снагама развили демонстрациони ракетни артиљеријски систем сличан систему М142 који је био намењен програму британске војске „Програм лаког мобилног артиљеријског оружја/ракета“ (ПЛМАО(Р)). Систем се састојао од једног контејнера са МЛРС ракетама, монтираним на шасију Супакат СПВ600. ПЛМАО (Р) али је овај програм је отказан у септембру 2007. године.

## Корисници

### Тренутни корисници
Сједињене Државе
Америчка војска
- У активној употреби у следећим јединицама:
  - 17. пољска артиљеријска бригада (17. ФАБ)  
    - 5. батаљон 3. пољског артиљеријског пука (5—3. ФАР)
    - 1. батаљон 94. пољског артиљеријског пука (1—94. ФАР)

  - 18. пољска артиљеријска бригада (18. ФАБ) 
    - 3. батаљон 27. пољског артиљеријског пука (3—27. ФАР)
    - 3. батаљон 321. пољског артиљеријског пука (3—321. ФАР)

  - 75. пољска артиљеријска бригада (75. ФАБ)[74]
    - 1. батаљон 14. пољског артиљеријског пука
- Национална гарда војске (АРНГ) 
  - 45. пољска артиљеријска бригада (Национална гарда војске Оклахоме)  
    - 1. батаљон 158. пољског артиљеријског пука (Национална гарда војске Оклахоме)
    - 4. батаљон, 113. пољског артиљеријског пука (Национална гарда Армије Северне Каролине)

  - 65. пољска артиљеријска бригада (Национална гарда војске Јуте)  
    - 5. батаљон 113. пољског артиљеријског пука (Национална гарда Армије Северне Каролине)

  - 115. пољска артиљеријска бригада (Национална гарда војске Вајоминга)  
    - 1. батаљон 121. пољског артиљеријског пука (Национална гарда војске Висконсина)
    - 2. батаљон 300. пољског артиљеријског пука (Национална гарда војске Вајоминга)

  - 130. пољска артиљеријска бригада (Национална гарда војске Канзаса)  
    - 2. батаљон 130. пољског артиљеријског пука (Национална гарда Армије Канзаса)

  - 138. пољска артиљеријска бригада (Национална гарда војске Кентакија)  
    - 3. батаљон 116. пољског артиљеријског пука (Национална гарда Армије Флориде)
    - 1. батаљон  623. пољског артиљеријског пука (Национална гарда војске Кентакија)

  - 142. пољска артиљеријска бригада (Национална гарда Арканзаса)  
    - 1. батаљон 181. пољског артиљеријског пука (Национална гарда Тенесија)

  - 169. пољска артиљеријска бригада (Национална гарда Колорада)  
    - 3. батаљон 157. пољског артиљеријског пука (Национална гарда Колорада)

  - 197. пољска артиљеријска бригада (Национална гарда Њу Хемпшира)  
    - 3. батаљон 197. пољског артиљеријског пука (Национална гарда армије Њу Хемпшира)
    - 1. батаљон 182. пољског артиљеријског пука (Национална гарда Армије Мичигена)

Марински корпус САД
- 1. батаљон 10. пука маринаца (САД)
- 2. батаљон 10. пука маринаца (САД)
- 5. батаљон 11. пука маринаца (САД)
- 3. батаљон 12. пука маринаца (САД)
- 2. батаљон 14. пука маринаца (САД)

 Румунија
- Румунске копнене снаге (54)[75]
  - 8. тактичко-оперативна ракетна бригада располаже варијантом са дометом од 310 km (190 mi)[76]

 Сингапур
- Војска Сингапура (24) 
  - 23. батаљон, сингапурска артиљерија (23 СА)[77][78][79][80]

 УАЕ
- Војска Уједињених Арапских Емирата (20–32 наручено 2014.)[81]

 Јордан
- Краљевска јорданска војска (12) 
  - 29. ХИМАРС батаљон, Јорданска краљевска артиљеријска команда

 Украјина
- Украјинске копнене снаге (16)[82][83]

### Будући корисници
Хрватска
- Оружане снаге републике Хрватске: Амерички Стејт Дипартмент одобрио је продају Хрватској вредну чак 390 милиона евра. Уз осам система ХИМАРС, Хрватска би требала добити и 10 пратећих возила за опскрбу и заповедних јединица, 124 вођене топничке ракете М30А2 и вођене топничке ракете М31А2. Испорука би требала да буде до средине 2025. године.[тражи се извор]

 Пољска
- Пољске копнене снаге: добиће нови вишецевни ракетне системе из програма ВР-300 "Хомар" Пољска, који ће бити произведни у оквиру сарадње у области вишецевних ракетних система између пољских произвођача Хута Сталова Вола, ЗМ Меско и америчког Локед Мартина; Том приликом биће набављено око 160 лансера који ће бити постављени на шасију Јелцз 663 са погоном 6×6.[84][85] У октобру 2018. Пољска је и званично затражила куповину ових ракетних бацача, након што је само Министарство одбране САД одобрило куповину до 56 лансера за овај ракетни систем ракетних бацача у новембру 2017. године.[86][87] Амерички Стејт дипартмент одобрио је ову продају за потребе Пољске војске  29. новембра 2018.[88] Пољска ће набавити најмање 20 лансера типа М142 Химарс.[89][90] Министарство народне одбране Пољске је 26. маја 2022. објавило је да је послало упит у вези набавке још 500-тина лансера за систем М142 Химарс.[91][92]

 Аустралија
- Аустралијска војска: Пентагон је изјавио да је аустралијска војска затражила куповину 20 лансера М142 ХИМАРС, а продају ових система је одобрио Стејт департмент САД 26. маја 2022. год.[93][94]

 Република Кина
- Влада САД је 21. октобра 2020. Одобрила је продају једанаест лансера за систем М142 ХИМАРС Тајвану.[95][96]

 Естонија
- Сједињене Државе су 15. јула 2022. одобриле продају шест лансера М142 ХИМАРС Естонији као део пакета процењеног на вредност од 500 милиона долара.[97]

### Потенцијални корисници
Канада
- Министарство за националну одбрану је 2009. године разматрало куповину М142 ХИМАРС, али је одлуку одложило за „вероватно временски период до 2012 .год.”.[98][99][100][101]

 Летонија,  Литванија
- Балтичке државе Летонија и Литванија изразиле су жељу да заједнички достигну способност за коришћење система ХИМАРС.[102]

 Мађарска
У фебруару 2022. Мађарска је објавила да разматра куповину система М142 ХИМАРС, не наводећи количину коју потражује.
 Холандија
- Холандија је показала интересовање за систем М142 ХИМАРС као једну од неколико опција за стварање артиљеријских капацитета, намењених за деловање ракетама дугог домета као дела побољшања укупне ватрене моћи Оружаних снага због постепеног укидања ранијег систем МЛРС, који ће постепено ти укинут (2004), у оквиру уштеде и смањења трошкова војних снага.[тражи се извор]

 Катар
- У децембру 2012, Катар је обавестио САД о својој заинтересованости за куповину седам система М142 ХИМАРС, као и 60 унитарних ракета М57 МГМ-140 АТАЦМС Блок 1А Т2К и 30 унитарних ракета са вишеструким лансирањем М31А1 (ГМЛРС). Уговор посао коштаће  406 милиона долара.[104]

 Шведска
- Шведска је показала интересовање за систем М142 ХИМРС, која представља само једну од неколико опција за стварање артиљерије која би била способна за деловање ракетама већег домета. У октобру 2021. овај систем био је укључен у употребу током војне вежбе на шведском острву Готланд.[105]